# Enseignement conjoint des langues anciennes
 (avril 2024).
L’enseignement conjoint des langues anciennes (dit ECLA) est l’étude d’une langue ancienne (par exemple, le latin) en utilisant un éclairage comparatif au moyen d’une autre langue ancienne (par exemple, le grec). 
Cette méthode pédagogique doit permettre de mettre en relief plusieurs langues afin de les explorer comparativement, de les comprendre et de les manipuler avec des allers et retours entre elles. Cela permet de comparer, par exemple, les fables d’Ésope avec celles de Phèdre, l’Odyssée et l’Énéide, la vie quotidienne grâce aux manuels Hermeneumata Pseudodositheana, etc.
Cette méthode permet un élargissement du regard porté sur les langues, les œuvres et les civilisations de l’Antiquité. Cette méthode, initiée dans l’académie de Lille par deux professeurs de lettres classiques, Jean-Philippe Cerda et Marc Bubert, en lycée et en collège, trouve de plus en plus d’adeptes dans les autres académies, notamment celle de Toulouse grâce à Jacques Desert, IA-IPR de lettres. Elle se fonde souvent sur un double enseignement du grec ancien et du latin.

## Présentation
Le projet ECLA s’inscrit dans le cadre de la réforme des collèges, et la mise en place du nouveau programme, en 1998, de l’enseignement du grec en classe de troisième. En lieu et place d’une concurrence entre les options de latin et de grec, il intègre l’étude du monde hellénique dans l’enseignement du latin et respecte en cela les réalités linguistiques, culturelles et historiques du monde antique. La réciproque peut être vraie dans les collèges où est proposée l’option « grec ancien » : on peut s’appuyer sur les rudiments du latin pour aborder l’étude du grec, y compris pour les non-latinistes qui auraient choisi l’option grec en troisième.
De plus, il ouvre pour des élèves désireux de renforcer ou d’améliorer leurs connaissances en littérature, en langues, et en histoire ancienne, dans le cadre de l’option facultative de latin, une possibilité d’approfondissement et d’enrichissement des savoirs sur le monde antique.

## Intérêts
- Constituer une option « langues anciennes » spécifique à l’établissement.
- Rendre l’option « latin » plus attractive en cinquième par la perspective de l’initiation au grec en quatrième et de l’ECLA en troisième.
- Remotiver les élèves latinistes à l’entrée en troisième grâce à une lecture thématique des programmes de latin et de grec.
- Offrir une option à profil littéraire spécifique, ouvrant sur les domaines de la linguistique, de la littérature comparée et de l’histoire ancienne.
- Dynamiser l’acquisition des connaissances en langues anciennes par l’utilisation raisonnée des TICE (outils informatiques, exploitation d’Internet, notamment) et valider le B2i niveau 2 en langues anciennes.
- Développer la liaison entre la troisième et la seconde avec le lycée du secteur.
- Essayer de maintenir l’intérêt pour les langues anciennes à l’entrée en seconde : les élèves pourront s’inscrire indifféremment en latin ou poursuivre l’enseignement ECLA.

## Expérience en Gascogne
À Mirande, dans l’académie de Toulouse, il est mené actuellement une expérimentation pédagogique qui consiste à proposer une initiation aux langues anciennes (ILA) dès la 6e, pour tous les élèves, afin qu’ils puissent mieux se déterminer, en 5e, dans le choix de l’option « latin ». Dès la 4e commence l’ECLA qui se poursuit en 3e et, ensuite, en 2de et en 1re, dans un lycée voisin.